# Kotschya capitulifera
Kotschya capitulifera es una especie de planta floral del género Kotschya, tribu Dalbergieae, familia Fabaceae.

## Distribución
Se distribuye por Angola, Burundi, Kenia, Tanzania, Zambia, Zaire y Zimbabue.

## Taxonomía
Fue descrita por (Welw. ex Baker) Dewit & P. A. Duvign. y publicada en Bull. Soc. Roy. Bot. Belgique 86: 212 (1954).